# مضاض شوكي الثمار
المُضاض الشوكي الثمار (باللاتينية: Euonymus acanthocarpa) نوع نباتي يتبع جنس المُضاض من الفصيلة الحرابية (باللاتينية: Celastraceae).
موطنه الصين.